# 구텐베르크 (독일)

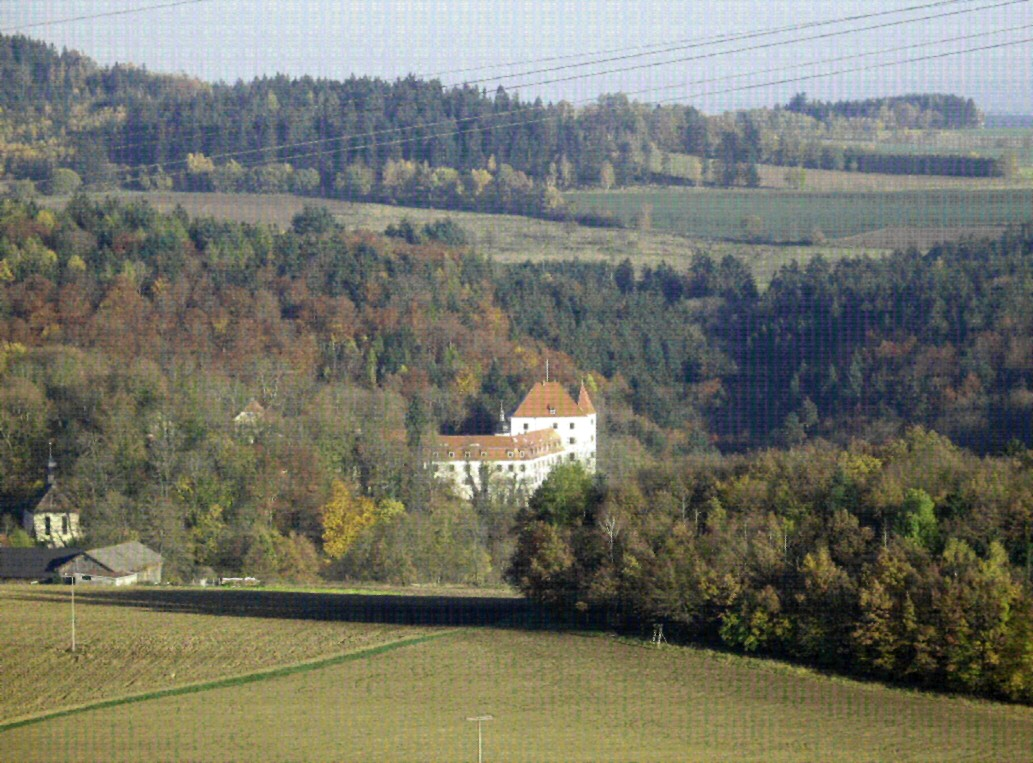
구텐베르크의 성

구텐베르크(Guttenberg)는 독일 바이에른주 쿨름바흐 지구에 있는 게마인데이다. 이 마을은 중세 시대부터 이 지역과 연관되어 왔으며 여전히 이 지역 대부분의 토지를 소유하고 있는 구텐베르크 가문과 밀접하게 관련되어 있다.
이 자치체의 랜드마크는 구텐베르크 가문의 거처인 구텐베르크 성이다.
이 자치체의 문장은 구텐베르크 가문의 문장에서 유래되었다.

## 유명인 출신
- 에노흐 추 구텐베르크 (1946–2018), 지휘자
- 카를테오도어 추 구텐베르크 (1971년 출생), 그의 아들, 기독교사회연합 정치인이자 전 연방 장관.

## 이웃 지역
구텐베르크는 다음 이웃 지역으로 구성되어 있다:
| - 브라이텐로이트 - 부흐 - 이그 - 구텐베르크 - 칼텐슈타우덴 - 마이어호프 - 메센그룬트 | - 뫼렌로이트 - 노이엔비르츠하우스 - 파펜로이트 - 슈트라이헨로이트 - 토르켈 - 토르셴크노크 - 포크텐도르프 |